# نيك ويلسون (لاعب هوكي الحقل)
نيك ويلسون (بالإنجليزية: Nick Wilson) هو لاعب هوكي الحقل نيوزيلندي، ولد في 6 أغسطس 1990 في بالميرستون نورث في نيوزيلندا.

## وصلات خارجية
- نيكولاس ويلسون على موقع الاتحاد الدولي للهوكي (الإنجليزية)
- نيكولاس ويلسون على موقع أوليمبيديا (الإنجليزية)
- نيكولاس ويلسون على موقع اللجنة الأولمبية النيوزيلندية (الإنجليزية)